# Аксай (Хобдинский район)
Аксай (каз. Ақсай, до 1997 г. — Благовещенка) — аул в Хобдинском районе Актюбинской области Казахстана. Входит в состав Жарсайского сельского округа. Код КАТО — 154247200.

## Население
В 1999 году население аула составляло 316 человек (158 мужчин и 158 женщин). По данным переписи 2009 года, в ауле проживали 283 человека (153 мужчины и 130 женщин).